# یواس‌اس نزنسکات (۱۸۹۸)
یواس‌اس نزنسکات (۱۸۹۸) (به انگلیسی: USS Nezinscot (1898)) یک کشتی بود که طول آن ۸۵ فوت ۰ اینچ (۲۵٫۹۱ متر) بود. این کشتی در سال ۱۸۹۸ ساخته شد.